# Petar Hristov Ilievski

Petar Hristov Ilievski

Petar Hristov Ilievski, mazedonisch: Петар Христов Илиевски (* 20. Juli 1920 in Bigor Dolentsi, mazedonisch: Бигор Доленци; † 31. Mai 2013 in Skopje) war ein mazedonischer Sprachwissenschaftler, Altphilologe, Mykenologe und Historiker.
Ilievski studierte an der Universität Skopje. 1956 erhielt er dort eine Anstellung am Lehrstuhl für Klassische Philologie von Mihail D. Petruševski (Михаил Д. Петрушевски, 1911–1990) als Assistent für die historische Grammatik des Griechischen und Lateinischen. Nach der Promotion 1961 wurde er zum Dozenten ernannt, 1966 zum außerordentlichen Professor, 1971 zum Professor. 1986 wurde er pensioniert.
Ilievski wurde 1979 zum korrespondierenden, 1983 zum ordentlichen Mitglied der Mazedonischen Akademie der Wissenschaften und Künste gewählt und richtete unter anderem das achte internationale Kolloquium zur Mykenologie 1985 in Ochrid aus. 
Auf mykenologischem Gebiet arbeitete er zur mykenischen Namenkunde und insbesondere zum Vorkommen illyrischer Personennamen in den Linear B-Texten. 
Ein weiteres Forschungsfeld waren die Geschichte der orthodoxen Kirche in Mazedonien und das Altkirchenslawische.

## Schriften (Auswahl)
Zur Mykenologie und griechischen Sprachwissenschaft
- Zhivotot na mikentsite vo nivnite pismeni svedoshtva (= The Life of the Mycenaeans from Their Own Records. With Special Regard to the Onomastic and Prosopographic Deductions). Macedonian Academy of Sciences and Arts, Skopje 2000 (in mazedonischer Sprache, mit ausführlicher Zusammenfassung in englischer Sprache)
- The Origin and Semantic Development of the Term Harmony. In: Illinois Classical Studies 18, 1993, S. 19–29, (online).
- Position of the ancient Macedonian language and the name of the contemporary Makedonski. In: Sbornik Praci Filosoficke Fakulty Brnenske University = Studia Minora Facultatis Philosophicae Universitatis Brunensis E 36, 1991, S. 129–139, (online).
- mit Ljiljana Crepajac (Hrsg.): Tractata Mycenaea. Proceedings of the Eighth International Colloquium on Mycenaean studies held in Ohrid (15–20 September 1985). Makedonska Akademija na Naukite i Umetnostite, Skopje 1987.
- Illyrian personal names in the Mycenaean-Greek onomasticon. Skopje 1975.
- A Peculiarity of the Arcado-cyprian Dative. In: Linguistique Balkanique 6, 1963, 35–40.

Zur Geschichte der orthodoxen Kirche in Mazedonien und zum Altkirchenslawischen
- Pojava i razvoj na pismoto. So poseben osvrt kon početocite na slovenskata pismenost. Makedonska Akademija na Naukite i Umetnostite, Skopje 2006. – („Origin and Development of Writing. With Special Regard to the Beginnings of Slavonic Literacy“)
- Tradiciǰa i inovaciǰa. Vo makedonskite crkovnoslovenski kniževni spomenici od turskiot period (= Tradition and Innovation in the Macedonian Churchslavonic Literary Monuments from the Turkish Period). Urednik Zuzana Topolinjska, Makedonska Akademija na Naukite i Umetnostite, Skopje 2005.
- mit Cvetan Gorzdanov, Blaze Ristovski (Hrsg.): Saints Clement and Naum of Ohrid and the contribution of the Ohrid spiritual centre to slavonic literacy and culture. Makedonska Akademija na Naukite i Umetnostite, Skopje 1995.
- Balkanološki lingvistički studii. So poseben osvrt kon istoriskiot razvoj na makedonskiot jazik. In-t za makedonski jazik "Krste Misirkov", Skopje 1988, 594 Ss. – („Balkan Linguistic Studies“)